# Hiroshi Amano
Hiroshi Amano (jap. 天野 浩 Amano Hiroshi; ur. 11 września 1960 w Hamamatsu, w prefekturze Shizuoka) – japoński fizyk, laureat Nagrody Nobla w dziedzinie fizyki w 2014 roku.

## Życiorys
Urodził się 11 września 1960 roku w Hamamatsu. Ukończył studia doktoranckie na Nagoya University, gdzie był również pracownikiem naukowym w latach 1988–1992. Od 1992 roku pracował w Meiji University, gdzie był adiunktem. W latach 1998–2002 był profesorem nadzwyczajnym na tejże uczelni, a w 2002 został profesorem. Od 2010 roku jest profesorem w Wyższej Szkole Inżynierii, Nagoya University. 
W 2014 roku otrzymał wspólnie z Isamu Akasakim i Shūji Nakamurą Nagrodę Nobla w dziedzinie fizyki za wynalezienie wydajnej diody emitującej niebieskie światło, które umożliwiły stworzenie jasnych i energooszczędnych źródeł białego światła.
Żona jest wykładowcą języka japońskiego na Wydziale Filozoficznym Uniwersytetu Komeńskiego w Bratysławie

## Nagrody i wyróżnienia[5]
- 1994 – Specjalna Nagroda na Piątej Konferencji Optoelektroniki
- 1996 – Nagroda IEEE/LEOS za Osiągnięcia Inżynierskie
- 1998 – Nagroda Japońskiego Czasopisma Fizyki Stosowanej za najlepszy artykuł przeglądowy
- 1998 – Brytyjska Nagroda Rank Prize
- 2001 – Nagroda Akademicka Marubun
- 2002 – Nagroda Takedy
- 2003 – Nagroda SSDM
- 2004 – Pierwsza Nagroda Tokyo Tech P&I za Patent Roku
- 2008 – Nagroda za Artykuł, JACG, Japonia
- 2014 – Nagroda APEX/JJAP za Wkład Redakcyjny od Japońskiego Towarzystwa Fizyki Stosowanej
- 2014 – Nagroda Nobla w dziedzinie fizyki[6]
- 2014 – Osobowość Kultury, Rząd Japonii
- 2014 – Order Kultury, Cesarz Japonii
- 2015 – Nagroda Kultury Chunichi
- 2015 – Nagroda Specjalna za Osiągnięcia, Instytut Elektroniki, Informacji i Komunikacji, Japonia
- 2015 – Nagroda za Nauki i Technologię (kategoria badawcza) od Ministra Edukacji, Kultury, Sportu, Nauki i Technologii Japonii
- 2015 – Nagroda Sangakukan za Wybitne Wkłady, Kancelaria Premiera Japonii
- 2015 – Nagroda Asia Game Changer[7]
- 2015 – Dziesiąta Nagroda za Osiągnięcia (Nagroda Isamu Akasaki), JACG, Japonia
- 2015 – Nagroda Maruhachikai
- 2016 – Nagroda za Osiągnięcia w Elektronice Półprzewodników Złożonych, Japońskie Towarzystwo Fizyki Stosowanej
- 2018 – Złoty Medal, Uniwersytet Komeńskiego, Słowacja

### Doktoraty honoris causa
- 2016 – Narodowy Uniwersytet Mongolii, Mongolia
- 2016 – Uniwersytet w Padwie, Włochy
- 2016 – Uniwersytet Blaise'a Pascala, Uniwersytet Clermont Auvergne, Francja
- 2017 – Uniwersytet Valle, Gwatemala
- 2017 – Uniwersytet w Linköping, Szwecja
- 2019 – Państwowy Uniwersytet w Nowosybirsku, Rosja

### Regionalny tytuł honorowy
- 2015 – Honorowe obywatelstwo prefektury Shizuoka
- 2015 – Honorowe obywatelstwo miasta Hamamatsu
- 2015 – Nagroda Akademicka prefektury Aichi
- 2015 – Nagroda Akademicka miasta Nagoya
- 2015 – Honorowe obywatelstwo prefektury Aichi

### Członkostwo w towarzystwach naukowych
- 2009 – Członek, Japońskie Towarzystwo Fizyki Stosowanej
- 2009 – Badacz NISTEP (Narodowy Instytut Polityki Naukowej i Technologicznej) z ramienia Ministerstwa Edukacji Japonii
- 2011 – Członek, Instytut Fizyki, Japonia
- 2015 – Honorowy Członek, Japońsko-Szwedzkie Towarzystwo
- 2016 – Członek zagraniczny, Narodowa Akademia Inżynierii USA
- 2019 – Członek zagraniczny, Chińska Akademia Inżynierii
- 2022 – Członek, Japońska Akademia Nauk

## Praca naukowa
W latach 80. i 90. Isamu Akasaki, Hiroshi Amano i Shuji Nakamura z powodzeniem wykorzystali trudny w obróbce półprzewodnik, jakim jest azotek galu, do stworzenia wydajnych niebieskich diod LED. Rozwój diod emitujących światło (LED) umożliwił stworzenie bardziej wydajnych źródeł światła. Aby uzyskać białe światło, które można wykorzystać do oświetlenia, konieczne jest połączenie światła czerwonego, zielonego i niebieskiego. Stworzenie niebieskich diod LED okazało się znacznie trudniejsze niż diod czerwonych i zielonych.